# Fânațele seculare de la Calafindești
Fânațele seculare Calafindești alcătuiesc o arie protejată de interes național ce corespunde categoriei a IV-a IUCN (rezervație naturală de tip botanic) situată în județul Suceava, pe teritoriul administrativ al comunei Calafindești.

## Localizare
Aria naturală cu o suprafață de 17,30 hectare se află în partea nord-vestică a satului Calafindești, în apropiere de orașul Siret, lângă drumul național DN2 (Suceava - Siret).

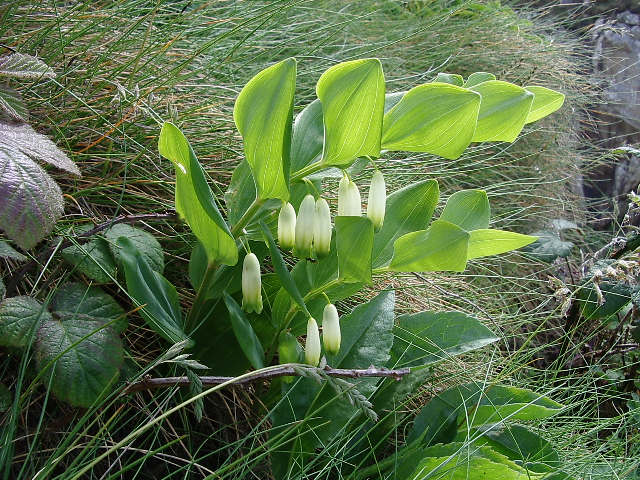
Coada cocoşului sau Pecetea lui Solomon (Polygonatum odoratum)

## Descriere
Rezervația naturală a fost declarată arie protejată prin Legea nr.5 din 6 martie 2000 (privind aprobarea Planului de amenajare a teritoriului național - Secțiunea a III-a - zone protejate) și reprezintă o zonă de fânețe cu rol de protecție pentru mai multe specii floristice rare, printre care: varza iepurelui (Ligularia glauca), laleaua pestriță (Fritillaria meleagris), săbiuță (Gladiolus imbricatus), stânjenel (Iris sibirica), coada cocoșului (Poligonatum odoratum) sau crin de pădure (Lilium martagon).